# Mitchell Lovelock-Fay
Pour les articles homonymes, voir Lovelock (homonymie) et Fay.
Mitchell Lovelock-Fay (né le 12 janvier 1992 à Canberra) est un coureur cycliste australien.

## Palmarès sur route

### Par années
- 2012
  - Tour de Thaïlande :
    - Classement général
    - 2e étape

  - Étoile de l'océan Indien
- 2014
  - 3e étape du Tour de Toowoomba (contre-la-montre par équipes)
  - Tour de Southland :
    - Classement général
    - Prologue (contre-la-montre par équipes) et 4e étape

  - 3e du Tour de Perth
- 2015
  - Prologue du Tour de Southland (contre-la-montre par équipes)

### Classements mondiaux
| Année            | 2012 | 2013 | 2014 |
| ---------------- | ---- | ---- | ---- |
| UCI Asia Tour    | 36e  |      |      |
| UCI Oceania Tour |      |      | 48e  |

## Palmarès sur piste

### Championnats du monde juniors
- Montichiari 2010
  -  Champion du monde de poursuite par équipes juniors (avec Jordan Kerby, Jackson Law et Edward Bissaker)

### Championnats d'Océanie
| Édition / Épreuve | Poursuite individuelle | Poursuite par équipes |
| Adélaïde 2010     | Bronze                 | Bronze                |